# Белз
Белз (д.-рус. Белзъ, англ. Belz, пол. Bełz,) — місто в Україні, адміністративний центр Белзької міської громади, Львівської області. Одне з найдавніших міст на заході України. Вперше згадується у 1030 році, у «Повісті временних літ». 
Белз — є найдавнішим містом у Львівській області, та одним з найдавніших міст на заході України. В часи Княжої доби, а саме в Х–ХІІІ століттях, місто стало центром Белзької землі та входило до складу Київської Русі. Протягом XII–XV століть, було столицею Белзького князівства. Від назви міста, походить белзький напрямок у хасидизмі — містичне відгалуження юдаїзму. Перша письмова згадка про Белз міститься у «Повісті врем'яних літ», де про 1030 рік говориться, що місто було відвойоване Ярославом Мудрим від поляків. З 1772 року місто входило до складу Габсбурзької монархії. Після розпаду Австро-Угорщини в листопаді 1918 року, Белз включено до Західноукраїнської Народної Республіки. У Белзі була створена 9-та Белзька бригада УГА.
Белз є одним з найменших міст України — його населення становить понад 2 тисячі мешканців. З 2001 року місто і його околиці рішенням Кабінету Міністрів України стали Державним історико-культурним заповідником - Княжий Белз.

## Географія

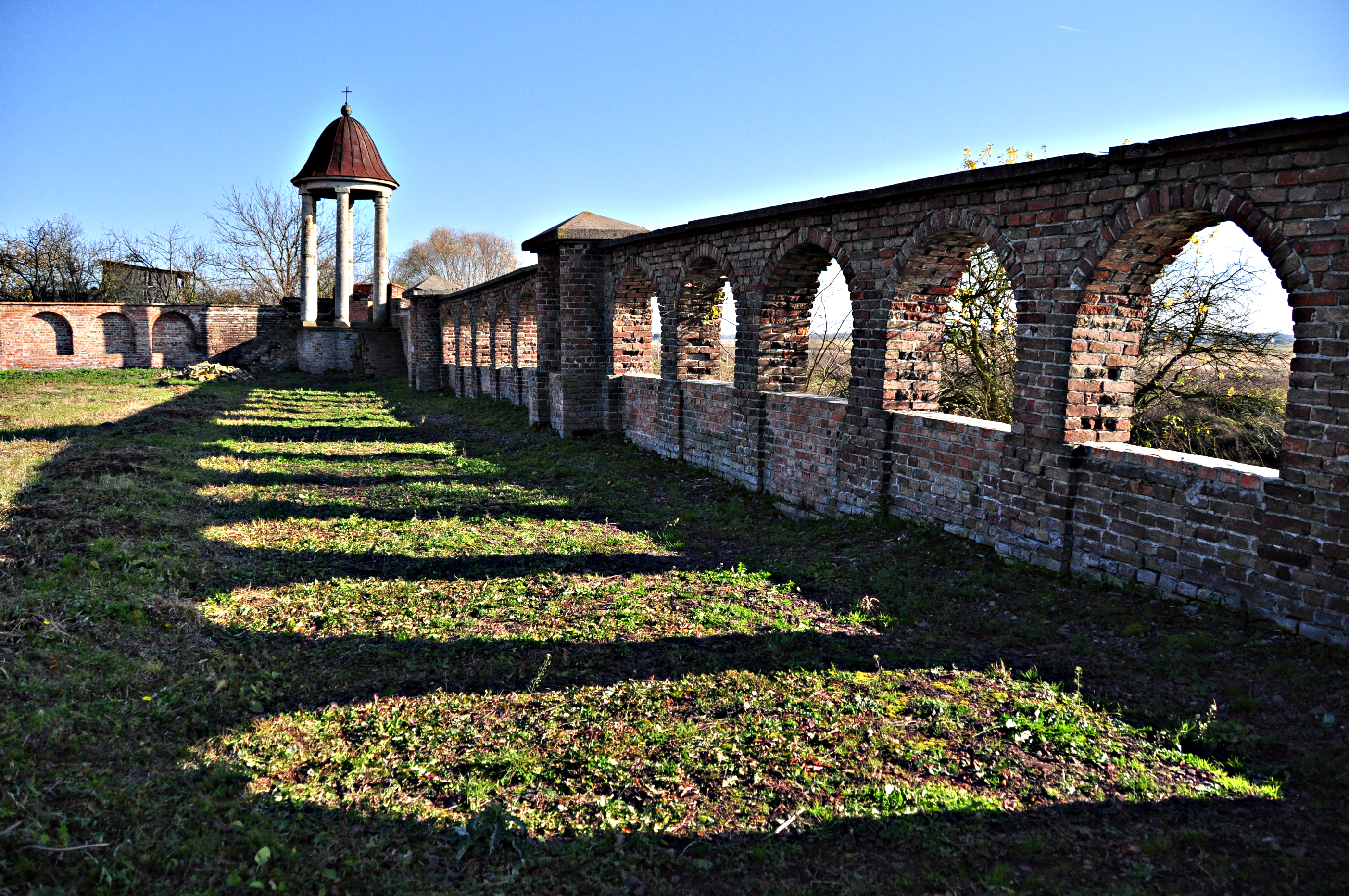
Стіни колишнього Белзького Замку

Місто Белз розташоване за 72 км від обласного центру, 18 км від районного центру та 535 км від столиці України, на березі річки Солокія — притоці Західного Бугу. За декілька кілометрів від міста пролягає українсько-польський кордон.

## Назва
Є декілька версій походження назви міста. Згідно з найпоширенішою версією, давньослов'янське слово «белз», або «бевз», означало болотисту, вологу місцевість. Це ж слово на бойківському діалекті означає «непрохідна, важкопрохідна, болотиста місцевість».
Існує також версія про кельтське походження назви: у кельтських мовах слово «белз» або «пелз» означало воду, потік. Цей варіант з'явився на початку ХХ століття у зв'язку з численними знахідками кельтської латенської археологічної культури на території Прикарпаття.
Інша гіпотеза пов'язує назву міста з давньоруським словом «бълизь» (біле місце, поляна серед темного лісу). Усі ці версії є доволі правдоподібними та відображають природні умови, в яких розташований Белз.

## Клімат
Клімат Белза помірно-континентальний, помірно вологий і теплий. Середня температура січня в Белзі, становить −4,2 …— 4,4 °C, липня +18,0 … +18,4 °C. Тривалість періоду з температурою понад 10 °C становить в середньому 155—160 днів. Середньорічна кількість опадів становить 560—640 мм, випадають вони здебільшого в теплий період року. Взимку переважають опади у вигляді снігу.

## Населення
Населення Белза станом на 1 січня 2022 року налічувало — 2191 особу.
До середини XIX століття більшість населення становили українці (або як вони тоді називали себе — русини). Євреї та поляки, становили близько 20 % населення, за приблизними оцінками українського географа Володимира Кубійовича. З 1859 до 1939 року понад половину мешканців становили євреї. У 1900 році в місті мешкало 2 872 осіб, в 1910 р. — 3 625 євреїв (60 % населення), 1 600 українців та 900 поляків.
Динаміка населення Белза

### Національний склад
Розподіл населення за національністю за даними перепису 2001 року:
| Національність  | Відсоток |
| --------------- | -------- |
| українці        | 97,50 %  |
| росіяни         | 1,69 %   |
| інші/не вказали | 0,81 %   |

### Мова
Розподіл населення за рідною мовою за даними перепису 2001 року:
| Мова            | Кількість | Відсоток |
| --------------- | --------- | -------- |
| українська      | 2448      | 98,79 %  |
| російська       | 29        | 1,17 %   |
| інші/не вказали | 1         | 0,04 %   |
| Всього          | 2478      | 100 %    |

## Історія

### Давньоруські часи - Белзьке князівство
Перша письмова згадка про місто Белз, міститься у "Повісті временних літ", де про 1030 р. говориться, що місто було відвойоване Великим князем Київським Ярославом I Мудрим від поляків.
В часи княжої доби, місто вже було добре розвинутим, давньоруським містом. З трьох боків міста, його захищав вал, а з південної сторони — крутий схил. По середині міста, був розташований вал, який відокремлював "дитинець" від його околиць. На території городища, було знайдено археологами: скляне намисто, уламки кераміки, що датуються часами "Володимирського князівства". 
На початку XIII ст. в Белзі княжив князь Василько Романович (Князь Белзький — 1207—1211 рр.)

Князь "Василько Романович"
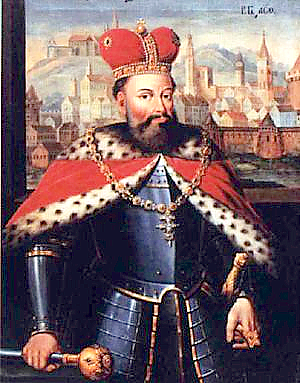
Князь "Лев I Данилович"
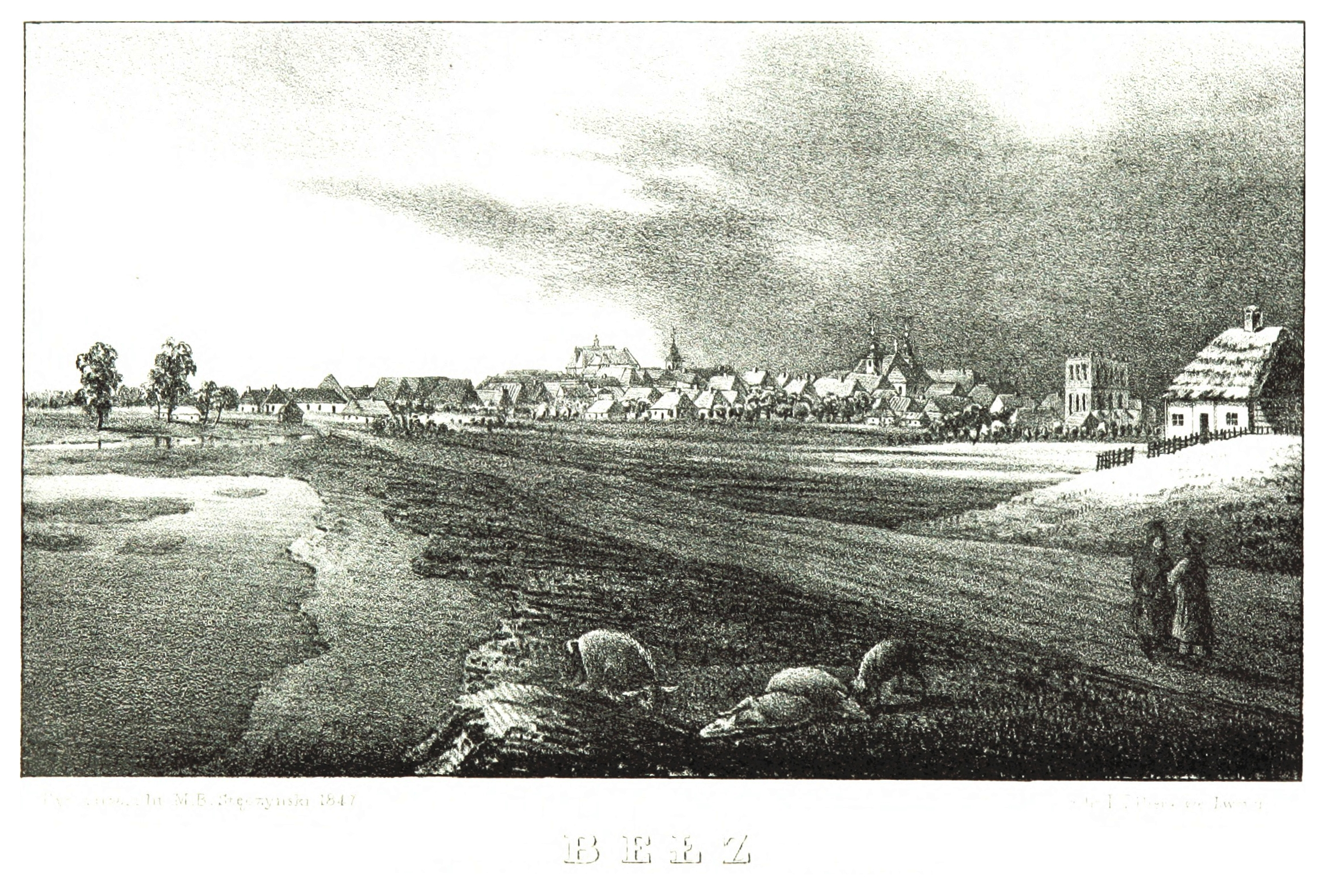
Белз, в середині XIX столітті

### Польський період міста
У 1349 році польський король Казимир III захопив Белз, та інші руські міста, серед яких Володимир та Берестя, залишивши Любарту тільки місто Лучеськ (Луцьк), але вже через рік литовські князі повернули собі володимирські території. Однак, заручившись підтримкою Папи Римського та допомогою угорського короля Людвіка I Угорського, Казимир знову йде на Белз. У лютому Людвік наздоганяє Казимира ІІІ під Белзом, де він стоїть з великим військом.

| «Вислали вістників до воєводи (castellanus) белзького, котрого угорське джерело зве Drozge: взивали його, аби піддався. Воєвода, аби протягнути час і скріпити свій замок та діждатися помічних військ від литовських князїв, заявив охоту до угоди, який цілий тиждень тягнув переговори, під час їх на очах ворожого війська кріпив свій замок, - між іншим для оборони напустив воду з ріки в рови кріпости, так що вона обтікала її навколо. Вкінці заявив, що не хоче згоди. Королі пішли здобувати замок, але се показалось неможливим. З ранку й до полудня билися вони, стоячи по горло в холодній, текучій водї, що наповняла рови, і понісши великі страти, вкінці відступили. Між убитими був племенник Людовика, а й сам Людовик під час приступу дістав палицею по голові, так що злетів з коня й трохи не пропав. Покалічено Угрів і Поляків стільки, як каже угорське джерело, що й почислити не можна було. Під враженням сього нещастя Людовик другого ж дня постановив вертати на Угорщину. Але, щоб врятуватися від сорому, деякі порадники намовили його вкласти угоду з белзьким воєводою, бодай про око. Белзький воєвода признав над собою якусь зверхність Людовика - повісив на белзьких мурах угорську корону. Угорське військо, діставши сю сатісфакцію, у перших днях квітня пішло собі додому, а Людовик, аби скоріше вернутися, перебіг навпростець Галичину на Мункач.» | (за Філєвичем).
Але Белзька земля, як і Луцька, Володимирська, Холмська й Берестейська, залишаються під владою литовських князів. Белз був під владою князя Юрія Наримунтовича, який 1366 року такою ж хитрістю не віддав Казимирові місто. У 1376 (інші дані — 1377) році місто перебувало в облозі того ж угорського короля Людвіка, який пішов походом проти князя Юрія Наримунтовича. У той час поляки билися за Холм, а взявши місто, приєдналися до короля. Облога Белза тривала 7 тижнів (як писав тоді сучасник, прусський хроніст Герман з Вартберґа). За даними «Словника географічного Королівства Польського», Людвік Угорський надав Белзьке князівство Юрію Наримунтовичу ленним правом. Міг князь Юрій і тримати облогу довше, однак чекати допомоги не було звідки: інші князі обороняли свої землі. Холмсько-Белзьку землю відібрали від Юрія Наримунтовича й приєднали до Галичини під управу Владислава, князя Опольського.
З Белзом пов'язана історія чудотворної ікони —  Белзької Божої Матері, яка потрапила на українські землі, через святителів Кирила та Мефодія, а до Белза — шляхом шлюбів руських княгинь з князями Галицькими та Польськими. З іконою пов'язане чудо, що трапилося під час облоги Белза татаро-монголами. Місцеві жителі, уповаючи на захист Пресвятої Богородиці, винесли чудотворну ікону на мур міської фортеці. Одна з татарських стріл влучила в лик Божої Матері. З рани потекла кров, а на татар спустилася повна темрява. У темряві татари запанікували й підняли зброю один на одного, і багато загиблих татар було під мурами замку. А ті, хто залишилися живими, від жаху втекли. З того часу на святій іконі залишився трикутний шрам. У Белзі чудотворний образ перебував у храмі княжого замку до 1377 р. Потім ікону перевіз до Львова Силезький князь "Владиславом Опольчик", а згодом — до польського містечка Ченстохова, за назвою якого вона тепер відома.
1388 року "Белзьку землю" король Ягайло передав князю "Земовиту IV" — своєму шваґру, чоловіку сестри Олександри.
З 1462 року місто стало центром Белзького воєводства, королівства Польського.
У XVI столітті місто Белз був добре розвинутим. За реєстром, 1578 року було:  прасолів 24, кравців 8, шевців 19, кушнірів 9, пекарів 20, різників 6, золотар 1, солодовників 2, бондарів 8, слюсарів 2, столярів 2, ткачів 7, уздярів 2, ковалів 4, мідяників (котлярів) 2, сідельників, колодіїв, римарів (cingulator), мечників по одному, 3 стельмахи, 2 лазники). Отже, разом ремісників 96. У Белзі й Белзькім повіті 1578 року було 410 майстрів. На той час, у XVI столітті, в Белзі проживало більше українців, ніж поляків. Однак поляки займали вищі посади, мали привілеї. Законодавство теж було в руках поляків. Тоді ж поширюється заселення міста євреями.
1590 року в місті з ініціативи львівського єпископа Гедеона (Балабана) відбулася нарада єпископів Холмського і Белзького Діонісія Збируйського, Луцького Кирила Терлецького, Пінського і Турівського Леонтія Пельчинського, на якій зокрема обговорювалось питання унії з РКЦ.
На початку XVII століття в місці збігу Львівського та Сокальського гостинців при в'їзді в середмістя Белза була збудована каплиця-усипальниця.
Великі пожежі в місті трапилися:
- 1704 року — з вини шведських вояків
- 1739 року, під час якої згоріла кафедральна церква святого Миколи, василіянський монастир УГКЦ.

### У складі Габсбурзької монархії (Австро-Угорщина)

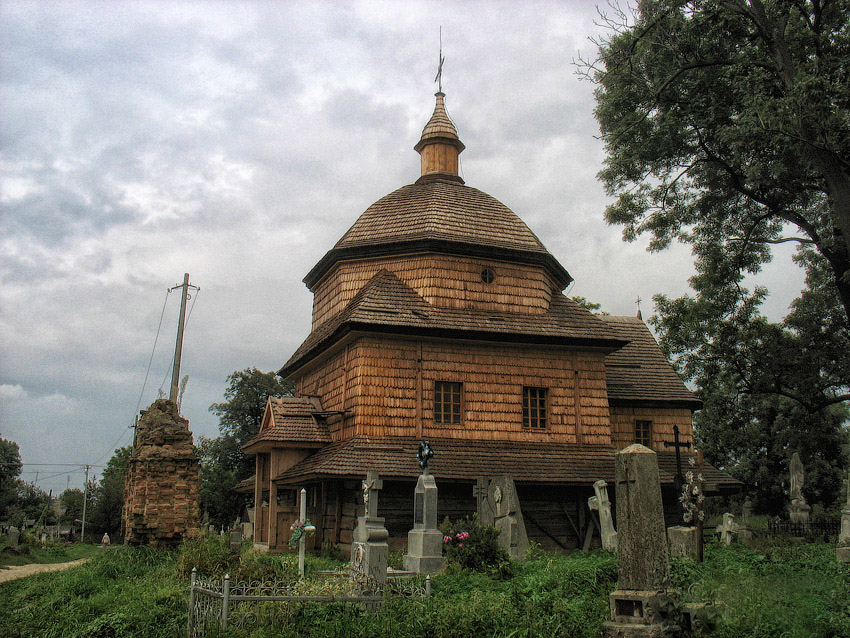
"Церква святої Параскеви, на українському цвинтарі"

З 1772 р. місто входило до складу Габсбурзької монархії (з 1804 — Австрійської імперії, 1867 Австро-Угорщини) після першого поділу Польщі. 1795 року після третього поділу Польщі, Белзьке воєводство ліквідували.

### Західноукраїнська Народна Республіка
Після розпаду Австро-Угорщини, наприкінці Першої світової війни, місто Белз включено до Західноукраїнської Народної Республіки. У Белзі була створена 9-та Белзька бригада УГА. 3 березня 1918 року, в місті відбулось «свято державності і миру» (віче), на підтримку дій уряду УНР, на якому були присутні близько 8000 осіб.

### Міжвоєнна Польща
Місто потрапило під польський контроль 1919 року, після захоплення "Галичини" в результаті українсько-польської війни 1918—1919 років, Белз увійшов до складу Львівського воєводства, республіки Польща. У місті на той час проживало близько 6200 жителів. Місто населяли євреї, поляки та українці разом.

### Друга світова війна та німецька окупація

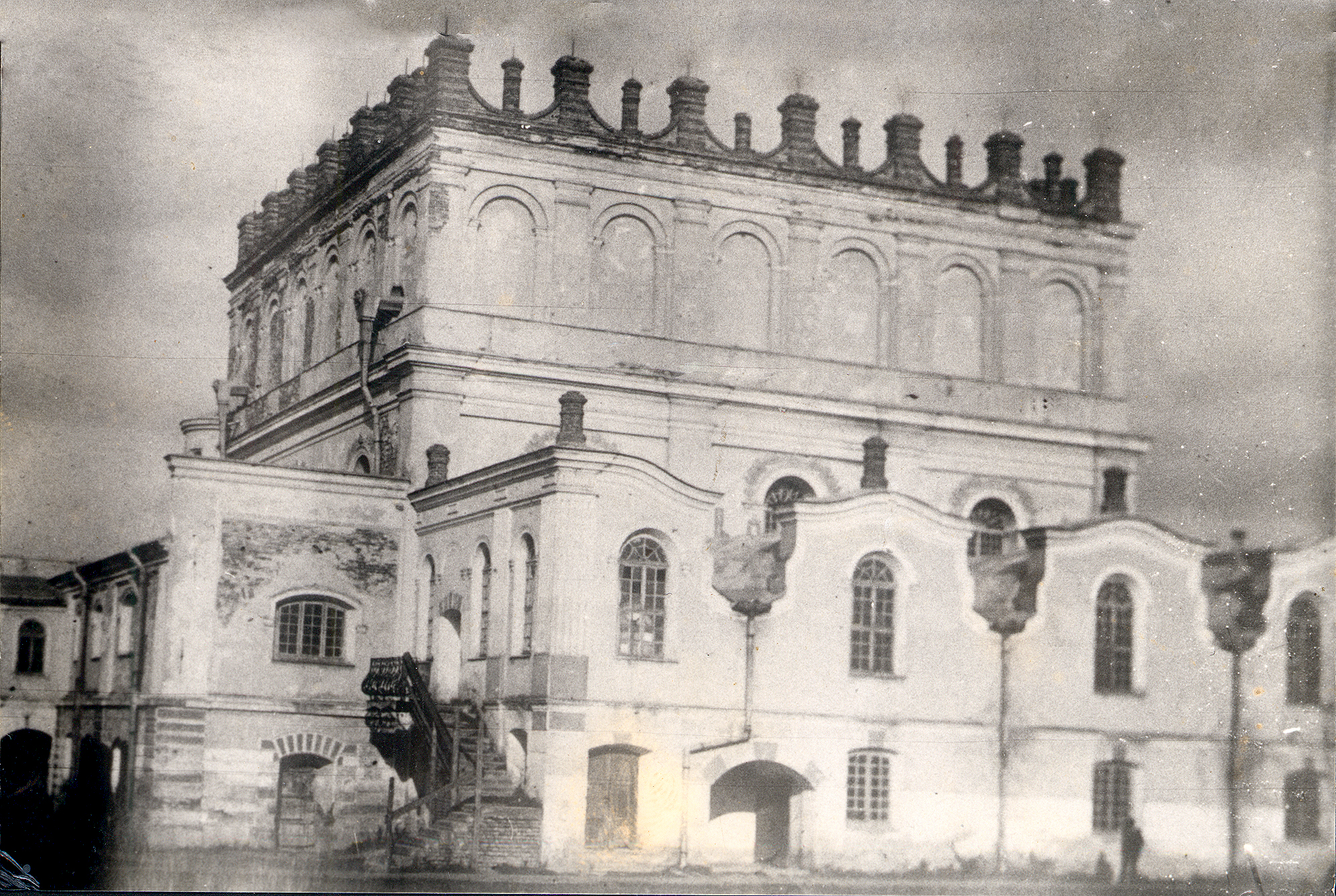
Велика синагога в Белзі, знищена під час Другої світової війни

У середині вересня 1939 року німці окупували місто Белз, але вже 26 вересня 1939 року відступили та передали місто червоній армії, оскільки за пактом Ріббентропа-Молотова Закерзоння, місто належало до радянської зони впливу. Однак диктатор Сталін обміняв Закерзоння на Литву, і на початку жовтня, СРСР передав місто Белз німцям, південніше міста проліг кордон. Під час війни в місті діяла делегатура Грубешівсього Українського допомогового комітету. До літа 1941 року лівим (північним) берегом річки Солокії проходив кордон між гітлерівським Райхом та СРСР. Більшість євреїв покинули Белз до німецького вторгнення. Однак до травня 1942 року, в місті ще налічувалося близько 1 540 євреїв, більшість з яких були біженці з інших містечок Польщі. 2 червня 1942 року близько 1000 євреїв перевезли до Грубешева, а звідти — в концентраційний табір Собібор. Решту 504 євреїв перевезли до Грубешева у вересні 1942 року, після того, як вони стали вже непотрібні для збору врожаю.

### Післявоєнна Польща 1944—1951 та СРСР 1951—1991
Після вигнання гітлерівців 1944 року, Белз спочатку перейшов до складу Польщі. Після «коректування» кордону 1951 року, згідно з договором — до СРСР (УРСР). У 1951 році Белз набув статусу адміністративного центра Забузького району Львівщини, який у 1962 році був ліквідований.

### У складі незалежної України
З 1991 року, місто Белз входить до складу незалежної України.

### Єврейська громада
Белз відомий своєю єврейською історією. Єврейська громада в Белзі сформувалась наприкінці XIV століття. У 1665 році юдеї Белза отримали рівні права. У 1817 до містечка переїхав рабин,Шолом Роках (1779—1855) — засновник династії белзьких хасидів.
З цим єврейським містечком пов'язана народна пісня «Белз, мій любий Белз» (їд. Belz, Mayn Shtetele Belz).

## Релігія
У місті діють такі релігійні конфесії: ПЦУ та Греко-Католики.
Релігійні святині:
- Втрачені пам'ятки:
  - Церква святого Духа (дерев'яна)
  - Кафедральна церква св. Миколи
  - Белзький замок
  - Костел святого Миколая (Белз)
  - Велика синагога

- Збережені пам'ятки:
  - Костел св. Миколая і монастир домініканців XVII ст., від ІІ Світової війни в руїнах, його збережена та відновлена частина використовується як будинок міської влади
  - Церква святого Миколи, колишній костел домініканок
  - Церква святого Миколи (колишній костел Непорочного Зачаття Пречистої Богородиці) і каплиця св. Валентина 1911 р., що розташовані на території колишнього замку
  - Дерев'яні церква св. Параскеви XVII століття та дзвіниця
  - Каплиця Снопковських, відома також як «Аріянська вежа» (1606)
  - Белзька ратуша (XVII століття ?).
  - Єврейський молитовний будинок (1909)
  - Православний, католицький і єврейський цвинтарі
  - Оригінальна галицька дерев'яна забудова

Каплиці Белза
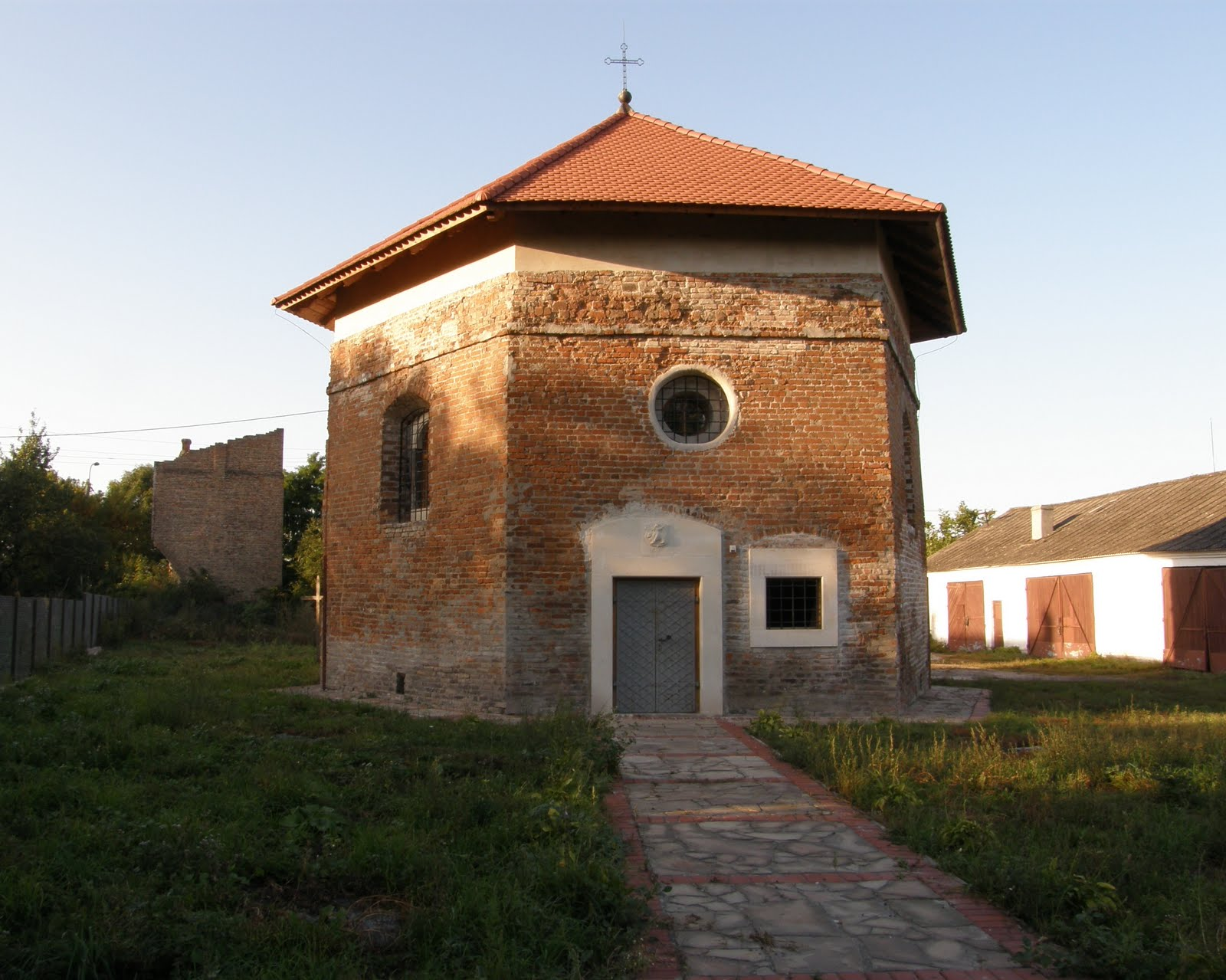
Каплиця Снопковських
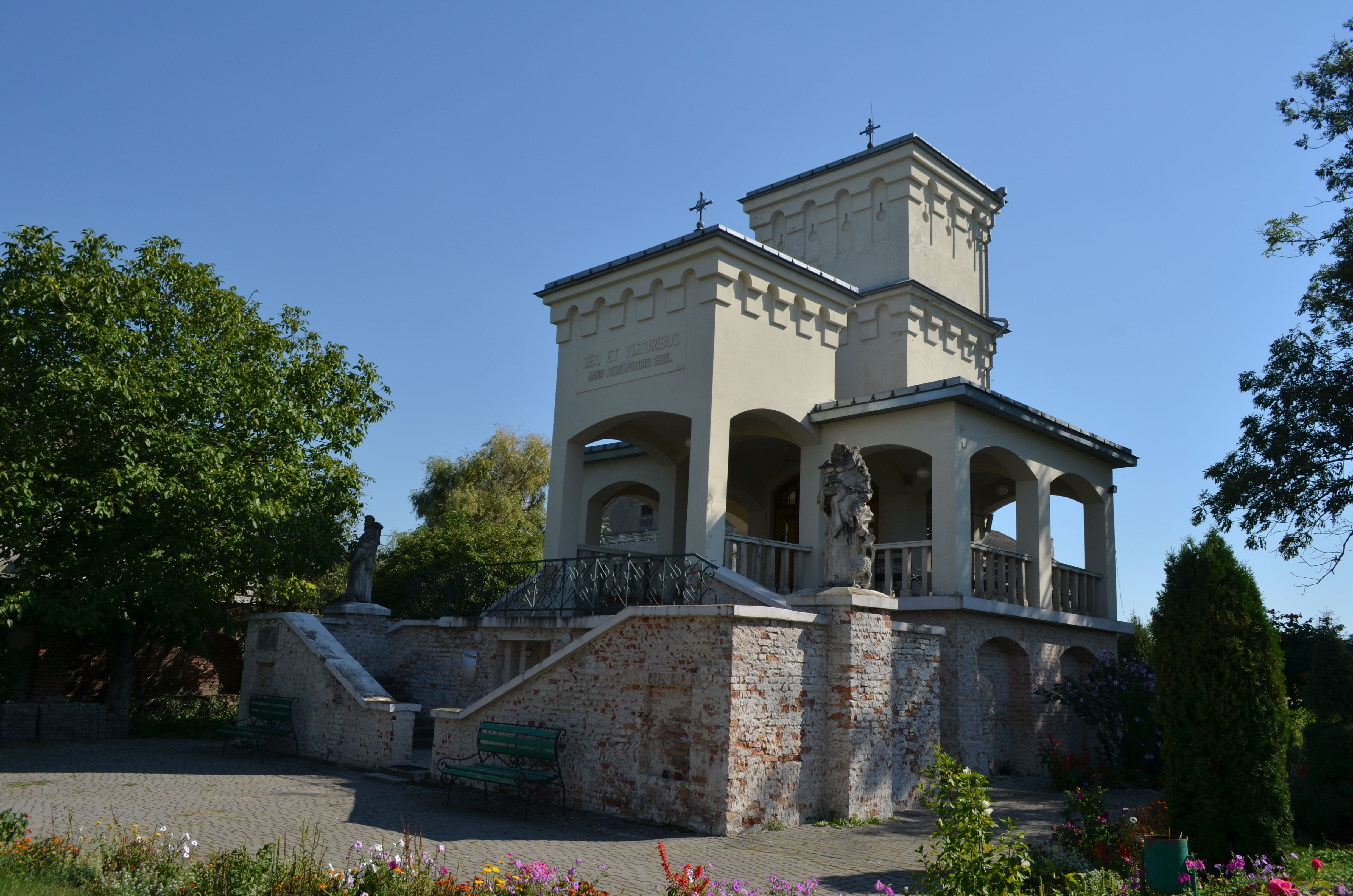
Каплиця св. Валентина

## Освіта
У місті діяла приватна українська гімназія.
Наразі в місті діє Белзький опорний заклад загальної середньої освіти.

## Відомі особи

### Уродженці
- Ґудзик Дмитро Васильович (1989—2015) — солдат Збройних сил України, учасник війни на Сході.
- Жарська Михайлина Іванівна — українська співачка (сопрано), акторка театру
- Неродихліб Наум Панасович — український радянський письменник, поет, філософ
- Соколюк Зиновій — український науковець-правник, професор УВУ
- Сологуб Леонід — український науковець-біохімік
- Яків Фростиг — польський і американський психіатр

### Пов'язані з Белзом
- Ясько «Мазовіта» — війт міста[10]
- Яюс Йосиф — посол до Галицького крайового сейму (обраний 1870 року, мандат не затверджений[11])
- Теофіл Павликів — посол до Галицького сейму від округу Белз — Угнів — Сокаль (обраний 1873 року[12]).
- Калікст Кшижановський — архітектор
- Вітольд Равський — архітектор

### Белзькі воєводи
- Стефан Александер Потоцький — засновник Бучацького монастиря оо. Василіян, батько Миколи Василя Потоцького

### Белзькі каноніки
- з 1518 року — Єжи Крупський

### Белзькі хасиди
- Шолом Роках (1779—1855) — перший белзький ребе (з 1815 року)
- Єгошуа Роках (1825—1894) — другий белзький ребе з 1855
- Іссахар Дов Роках (1854—1926) — третій белзький ребе
- Аарон Роках (1880—1957) — четвертий белзький ребе (Белз, з 1944 р. — Єрусалим)
- Іссахар Дов Роках — п'ятий белзький ребе з Єрусалиму (з 1957)

### Померли
- Вавжинець (в миру Юзеф) Овлочимський (також Облочимський, Овлочинський) гербу Сухекомнати — місіонер-домініканець, префект в Рожаному Стоці, мав місію в місті; ймовірно, за версією польських істориків, отруєний лікарем-євреєм, помер 12 липня 1763 року[13]

### Почесні громадяни
- Діонізій Тхужевський — бучацький ц. к. староста, почесний громадянин Галича[14]